# Bob Jeter
(en) Statistiques sur pro-football-reference
Robert DeLafayette Jeter Jr. (né le 9 mai 1937 à Union et décédé le 20 novembre 2008 à Chicago) est un joueur américain de football américain évoluant aux postes de cornerback et de running back. Il est inscrit dans le temple de la renommée des Packers de Green Bay ayant remporté trois championnats nationaux avec cette franchise. 

## Enfance
Natif de la Caroline du Sud, Bob Jeter passe son enfance à Weirton en Virginie-Occidentale. Il étudie à la Dunbar High School puis à la Weir High School jusqu'en 1955. 

## Carrière

### Université
Bob Jeter intègre l'université de l'Iowa et se met à jouer avec les Hawkeyes en football américain. Il devient running back et se fait remarquer notamment lors du Rose Bowl 1959, point culminant de la saison 1958, où il permet à sa faculté de l'emporter face aux Golden Bears de la Californie 38-12, parcourant notamment 194 yards en neuf courses. Il marque également un touchdown de quatre-vingt-un yards à la course et bat plusieurs records du Rose Bowl. 

### Professionnel
Jeter est sélectionné au deuxième tour de la Draft 1960 de la NFL par les Packers de Green Bay au dix-septième choix. Dans le même temps, les Chargers de Los Angeles le sélectionnent au premier tour de la draft de l'American Football League. Malgré ces deux choix, l'ancien étudiant de l'Iowa se rend en Ligue canadienne de football pour évoluer pendant deux saisons avec les Lions de la Colombie-Britannique où il est le remplaçant de Willie Fleming, considéré comme une véritable légende de son sport. 
Le natif d'Union s'engage cependant chez les Packers de Green Bay en 1962 où il doit se contenter d'un poste de remplaçant pendant trois saisons. Repositionné comme cornerback, il enchaîne les bonnes performances, remportant trois championnats avec Green Bay dont les deux premiers Super Bowl. Il est considéré comme l'un des meilleurs joueurs défensifs de cette époque avec Herb Adderley et est sélectionné à deux reprises au Pro Bowl ainsi que dans la liste All-Pro. En 1971, il est échangé aux Bears de Chicago où il retrouve un poste de remplaçant pendant trois saisons. 

## Famille
Bon Jeter a un fils, Rob Jeter, devenu entraîneur de basket-ball universitaire. Son frère Tony Jeter est également joueur de football américain, jouant pendant deux saisons chez les Steelers de Pittsburgh.